# Amyna rubrirena
Amyna rubrirena là một loài bướm đêm trong họ Noctuidae.